# 鈴木房重
鈴木 房重（すずき ふさしげ、1914年2月15日 - 1945年6月3日）は日本の陸上競技選手。専門は長距離走。ベルリンオリンピック男子長距離日本代表。身長162cm、体重54kg。

## 経歴
栃木県出身。日本大学在学時の1935年（昭和10年）から6年連続5区の走者として箱根駅伝に出場。2年時から3年連続区間賞を獲得するなど活躍して「山登りのスペシャリスト」と呼ばれ、第16回大会（1935年）からの日本大学4連覇、第21回大会を含めて5度の総合優勝に貢献した。同時期の箱根駅伝において活躍した選手に、村社講平、中村清らがいる。
「1935年3月31日、東京・神宮周辺にて開催されたマラソン大会において孫基禎に次ぐ2位となり、当時の世界最高記録を上回る2時間27分49秒の記録を残した」とされる。しかし、実際にこのマラソン大会（神宮新コースマラソン）が開催されたのは3月21日で、このコースは日本陸上競技連盟による正式計測を受けていない非公認コースであった。それ故、日本陸上競技連盟の道路日本（最高）記録にもなっていない。この記録がのちに「3月31日の公認世界記録」とされたことにはスポーツライターの武田薫も疑問を呈している。
4月3日、オリンピック候補対抗のマラソンに出場し2時間33分05秒を記録し、世界最高記録を樹立した池中康雄に次ぐ2位に入った。3位は孫であった。
その後、1936年ベルリンオリンピックのマラソンの日本代表となる。このとき、選考レースの記録が低調だったことから代表候補が出場枠の3人に絞り込まれず、鈴木のほか、孫基禎・南昇龍・塩飽玉男の4人を候補に選び、ベルリンの現地で直前予選をおこなって代表を決めることになった。マラソン代表は本番から1ヶ月以上前の6月17日にベルリン入りしてトレーニングに入ったが、鈴木はその1週間後に高熱を発して10日ほど入院し、それで体調をすっかり崩してしまう。7月22日の現地予選（30km）では途中棄権に終わり、マラソン代表の選から漏れて急遽10000mに回ることになった。マラソンコーチを務めた佐藤秀三郎によると、鈴木は食事や気候の変化に弱く、育ちのよさと真面目さが目立ちすぎたという。10000mに村社と共にエントリーしたが記録は残っていない。大日本体育協会によるベルリン五輪の公式報告書の10000m競走の項目には「マラソンの出場にもれた鈴木は不馴なトラック競技によく健闘したと云えよう」と記されている。『日本陸上競技連盟七十年史』によると、栃木陸上競技協会のオリンピック代表選手としてその名が残されている。
のち陸軍に召集され、陸軍伍長に進む。終戦間近の1945年6月3日、フィリピン・ルソン島にて戦死。31歳没。

## 記録
- 10000m - 33分10秒0（1939年10月 東京）
- マラソン - 2時間33分05秒（1935年4月 東京）